# 터보차저

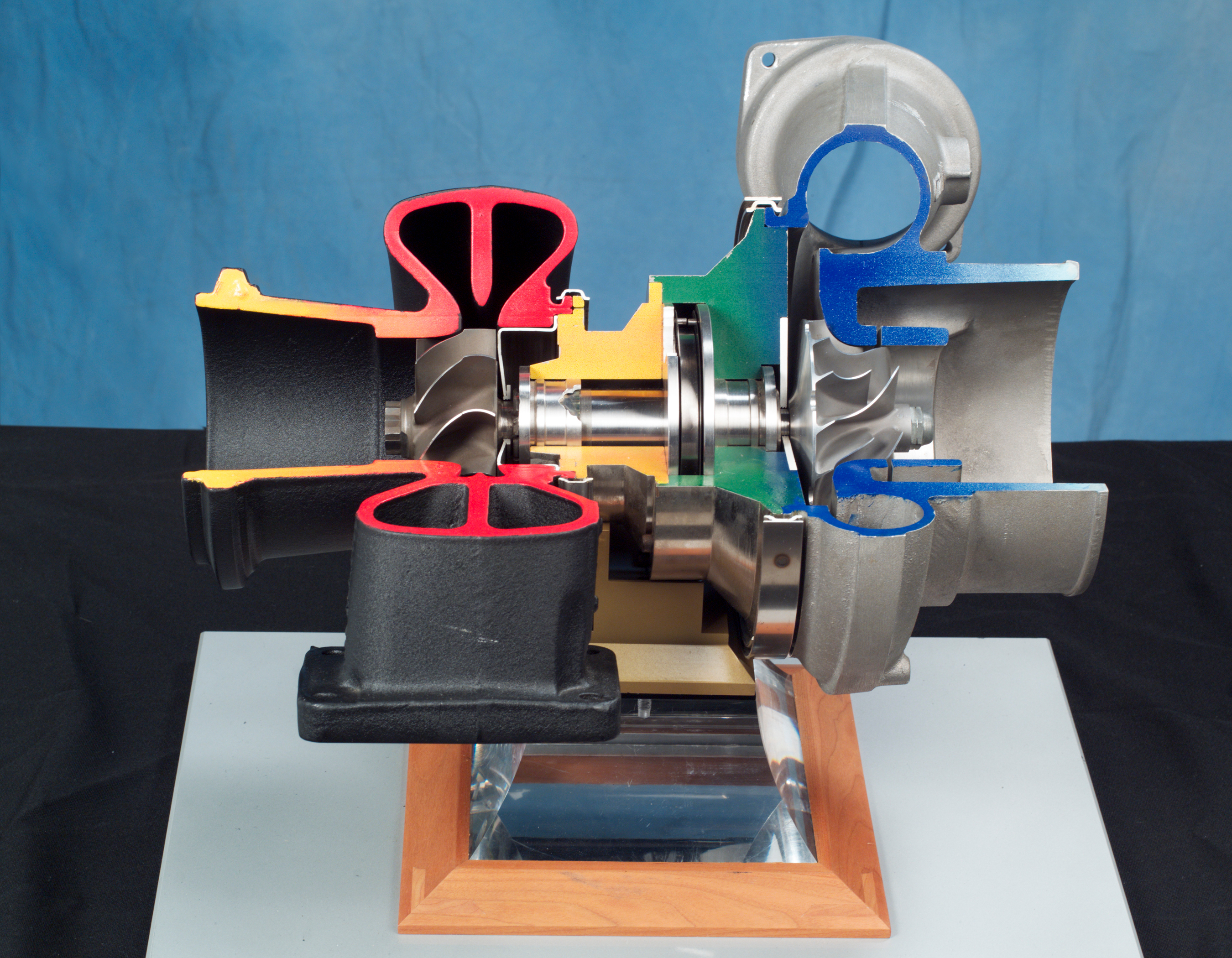
터보차저 단면

터보차저(turbocharger)는 내연기관에서 필연적으로 발생하는 엔진의 배출가스 압력을 이용해 터빈을 돌린 후, 이 회전력을 이용해 흡입하는 공기를 대기압보다 강한 압력으로 밀어넣어 출력을 높이기 위한 기관이다. 공기를 압축하면 온도가 높아지는데, 이 때문에 효율이 떨어지는 우려가 있어 인터쿨러(Inter cooler)와 함께 사용되는 경우가 많다.
최초는 항공기 엔진을 위해 만들어진 기술이었지만, 이제는 주로 자동차 엔진에 이용된다. 디젤 엔진에 장착하는 터보차저는 비교적 구조와 설계가 간단해 최근 양산되는 디젤 자동차들은 대부분 터보차저를 장착하고 있다. 최근 세계적으로 우수한 연비를 내는 자동차에 대한 요구가 늘면서 배기량을 줄이는 다운사이징이 유행하기 때문에 최근들어 가솔린 차량에도 사용빈도가 늘고 있다.
과거는 자동차 레이스용 차량에도 대거 적용돼 일본 혼다나 독일 포르쉐 등이 우수한 경기 결과를 내기도 했으나, 레이서의 안전을 보장하고 특정 기업의 독주를 막기 위해 터보차저는 F1을 비롯한 대부분 레이스에서 금지되었지만 F1의 경우 효율을 위해 다시 허용되었다.

## 작동 원리

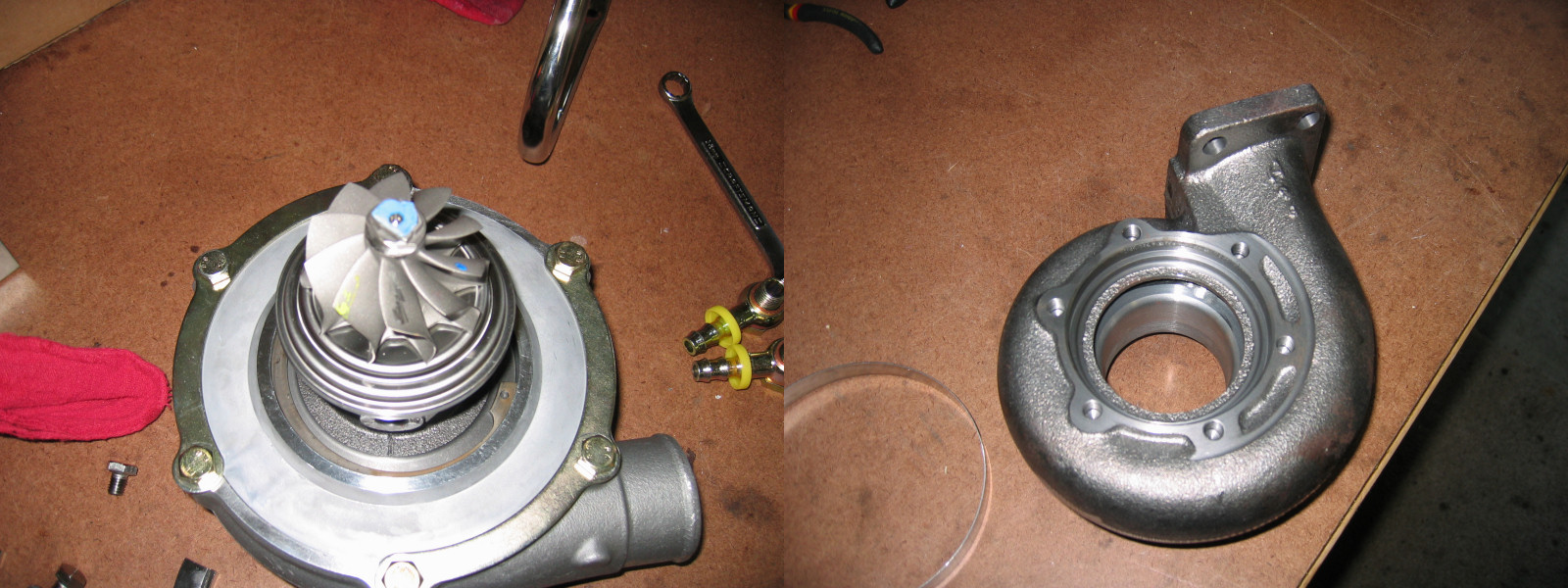
터보차저의 터빈

배기관으로부터 폐기되고 있던 배기가스의 에너지(온도·압력)를 이용해 터빈을 고속 회전시켜, 그 회전력으로 원심식 압축기를 구동하여 압축한 공기를 엔진 내부로 보내는 구조로 되어 있다. 이것에 의해, 내연기관 본래의 흡기량을 넘는 혼합기를 흡입·폭발시키는 것을 통해 외관의 배기량을 넘는 출력을 얻게 된다. 일반적으로 기관회전수가 2000rpm 이상 되어야 터보차저가 흡입되는 공기를 가압한다.
터보차저는 엔진의 기본 한계를 뛰어넘어 체적대비 출력 효율을 높이기 위한 목적을 가지고 있다. 자연흡기방식의 엔진에서는 피스톤이 상사점에서 하사점으로 내려올 때(흡입행정) 실린더 내부의 체적변화로 압력이 대기압 이하로 낮아지면서(진공상태) 공기와 연료의 혼합기가 자연스럽게 실린더로 흡입된다. 흡입된 공기와 연료 혼합기의 양이 많아져야 폭발행정에서 피스톤을 밀어내는 힘이 커지기 때문에, 연소실로 공급되는 공기 양과 이에 따른 연료 양은 엔진의 한계를 결정하는 중요한 요소가 된다.
터보차저는 달팽이 모양의 용기 안에 터빈과 가스압축기(compressor)가 하나의 축에 연결된 구조로 이루어져 있고, 배기 매니폴드에서 유입된 배기가스를 터빈 입구로 보내 터빈의 날개를 회전시킨다. 이 회전력으로 가스압축기를 동작시키고, 가스압축기는 공기를 압축해 엔진의 공기흡기구로 전달하게 된다. 압축된 공기는 더 많은 연료와 혼합되고 이 혼합기가 엔진 실린더 안으로 전달되어 엔진의 효율을 높이는 것이다.
터빈의 회전속도는 자동차용 가솔린 엔진 등 소형의 경우 200,000RPM(매분 20만 회전)를 넘는 것도 있다. 뜨거운 배기가스(8~900℃)를 직접 받기 때문에 그 열에 의해 터빈이나 하우징이 붉게 발광할 정도다.

## 장단점

### 장점
- 터보차저가 장착된 엔진은 같은 배기량의 자연흡기방식 엔진보다 더 높은 고출력을 낼 수 있다.
- 자연흡기식방식 엔진과 슈퍼차저 엔진보다 더 높은 열효율을 가지고 있다. 터보차저 엔진은 과잉 배출되는 열과 압력을 버리지 않고 공기압축에 이용하기 때문이다.
- 터보차저는 다른 과급시스템에 비해 더 작고 가볍기 때문에 엔진 격납실에 쉽게 장착될 수 있다.

### 단점
- 맞지 않는 크기의 터보차저를 사용하면, 반응성이 떨어진다. 너무 큰 터보차저를 사용하면 가속 반응이 감소한다. 그러나 최대 출력은더 높아진다.
- 부스트 역치(boost threshold)가 있다. 터보차저가 부스트를 시작하려면 엔진이 어떤 엔진회전수까지 도달해야 한다. 배출가스의 양이 충분치 않으면 정지되어 있는 터보 프로펠러를 돌리기가 어렵기 때문이다.

운전자가 가속페달을 밟은 후 터보차저가 동작할 때까지 시간 지연이 발생하는데 이를 터보랙(turbo-lag)이라 한다.
이 현상이 발생되는 이유는 과급기에서 과급이 되는 정도까지 배기가스를 공급해 줄 때만 터보의 기능을 하기 때문이다.
- 터보차저는 자연흡기방식 엔진보다 부품 비용이 더 든다.
- 자동차 경주에 있어서 부스트 역치는 단점으로 작용한다. 가속이 시작되어 터보차저가 동작하기 전까지 엔진 출력의 크기를 예상할 수 없다. 이때 오버스티어 현상을 일으키기도 한다.